# 王愛 (嘉靖進士)
王愛（1507年—1571年），字體仁，號一山，浙江嘉興府秀水縣人，明朝政治人物。同進士出身。

## 生平
嘉靖二十二年（1543年）癸卯科浙江鄉試第十八名舉人。嘉靖三十八年（1559年）中式己未科會試第七十五名，三甲第一百三十九名進士。授顺天府学教授，四十一年遷国子监丞，四十二年升刑部山西司主事，寻以迁葬得请归乡。隆慶五年卒，享年六十五。

## 家族
曾祖王鼎；祖父王玭；父王朴，徐闻知縣。前母魯氏；母朱氏。永感下。